# Gefährdung des Straßenverkehrs
Die Gefährdung des Straßenverkehrs, kurz auch Straßenverkehrsgefährdung, stellt einen Tatbestand des deutschen Strafrechts dar. Er zählt zu den gemeingefährlichen Straftaten und ist im 28. Abschnitt des Besonderen Teils des Strafgesetzbuchs (StGB) in § 315c normiert. Dort zählt er zur Deliktsgruppe der Verkehrsstraftaten.
§ 315c StGB stellt es unter Strafe, durch riskantes Verhalten im Straßenverkehr Gefahren für Leib und Leben Dritter oder für fremde Sachen von bedeutendem Wert zu verursachen. Für die Strafbarkeit genügt der Eintritt einer konkreten Gefährdungslage; ob es zu einer Schädigung eines der genannten Güter kommt, ist unerheblich. Damit handelt es sich um ein konkretes Gefährdungsdelikt. Die Vorschrift steht in einem engen Sachzusammenhang zum Tatbestand des gefährlichen Eingriffs in den Straßenverkehr, der in § 315b StGB geregelt ist. Dieser ist auf verkehrsgefährdende Verhaltensweisen von Personen zugeschnitten, die nicht am Straßenverkehr teilnehmen. § 315c StGB erfasst demgegenüber im Grundsatz ausschließlich das Verhalten von Verkehrsteilnehmern.
Für die Gefährdung des Straßenverkehrs kann eine Freiheitsstrafe bis zu fünf Jahren oder eine Geldstrafe verhängt werden. Damit handelt es sich um ein Vergehen.

## Normierung und Schutzzweck
§ 315c StGB lautet seit seiner letzten Veränderung am 1. April 1998 wie folgt:
1.  ein Fahrzeug führt, obwohl er
a)  infolge des Genusses alkoholischer Getränke oder anderer berauschender Mittel oder
b)  infolge geistiger oder körperlicher Mängel
nicht in der Lage ist, das Fahrzeug sicher zu führen, oder
2.  grob verkehrswidrig und rücksichtslos
a)  die Vorfahrt nicht beachtet,
b)  falsch überholt oder sonst bei Überholvorgängen falsch fährt,
c)  an Fußgängerüberwegen falsch fährt,
d)  an unübersichtlichen Stellen, an Straßenkreuzungen, Straßeneinmündungen oder Bahnübergängen zu schnell fährt,
e)  an unübersichtlichen Stellen nicht die rechte Seite der Fahrbahn einhält,
f)  auf Autobahnen oder Kraftfahrstraßen wendet, rückwärts oder entgegen der Fahrtrichtung fährt oder dies versucht oder
g)  haltende oder liegengebliebene Fahrzeuge nicht auf ausreichende Entfernung kenntlich macht, obwohl das zur Sicherung des Verkehrs erforderlich ist,
und dadurch Leib oder Leben eines anderen Menschen oder fremde Sachen von bedeutendem Wert gefährdet, wird mit Freiheitsstrafe bis zu fünf Jahren oder mit Geldstrafe bestraft.
(2) In den Fällen des Absatzes 1 Nr. 1 ist der Versuch strafbar.
(3) Wer in den Fällen des Absatzes 1
1.  die Gefahr fahrlässig verursacht oder
2.  fahrlässig handelt und die Gefahr fahrlässig verursacht,
Strittig ist, welche Rechtsgüter § 315c StGB schützen soll. Nach einer verbreiteten Auffassung, der auch der Bundesgerichtshof folgt, dient die Vorschrift ausschließlich dem Schutz der Straßenverkehrssicherheit. Diese Auffassung stützt sich auf eine Passage in den Gesetzgebungsmaterialien, die in diese Richtung deutet sowie auf die systematische Verortung der Norm im Abschnitt der gemeingefährlichen Delikte. Einige Autoren gehen demgegenüber davon aus, dass die Vorschrift zumindest auch dazu bestimmt ist, Leib, Leben und Eigentum des konkret Gefährdeten zu schützen. Dieser Streitstand ist insbesondere für die Frage von Bedeutung, ob das durch die Tat gefährdete Opfer in den gefährlichen Eingriff mit rechtfertigender Wirkung einwilligen kann. Schließlich setzt eine Einwilligung voraus, dass das durch den Tatbestand geschützte Rechtsgut zur Disposition des Einzelnen steht, was auf das Allgemeingut der Sicherheit des Straßenverkehrs nicht zutrifft. Daher ist eine Einwilligung ausgeschlossen, wenn man davon ausgeht, dass § 315c StGB lediglich die Sicherheit des Straßenverkehrs schützen soll. Dementsprechend lehnen zahlreiche Stimmen, darunter auch die Rechtsprechung, die Möglichkeit der Einwilligung in die Straßenverkehrsgefährdung ab. Hiernach kommt eine Strafbarkeit nach § 315c StGB auch in Fällen in Betracht, in denen lediglich die einwilligende Person – typischerweise ein Beifahrer – gefährdet wird. Sofern man demgegenüber Individualinteressen als geschützt ansieht, ist eine rechtfertigende Einwilligung bis zur Grenze der Sittenwidrigkeit (§ 228 StGB) möglich.
In systematischer Hinsicht regelt § 315c StGB strafbare Verkehrsverstöße grundsätzlich abschließend. Verstöße die dort nicht genannt sind, werden daher allenfalls als Verkehrsordnungswidrigkeiten sanktioniert (vgl. auch Fahren unter Einfluss psychoaktiver Substanzen). Eine Ausnahme gilt für Fahrmanöver, die zwecks gezielter Schädigung eines Dritten begangen werden; diese sind als verkehrsfeindliche Inneneingriffe nach § 315b Abs. 1 StGB strafbar.

## Entstehungsgeschichte
§ 315c StGB teilt sich eine gemeinsame Geschichte mit dem inhaltlich eng verwandten Tatbestand des gefährlichen Eingriffs in den Straßenverkehr. Unmittelbarer Vorläufer beider Vorschriften war der im Jahr 1953 eingeführte § 315a StGB, der ausgewähltes, besonders gefährliches Fehlverhalten im Straßenverkehr, das zuvor vielfach lediglich als Übertretung sanktioniert wurde, unter Strafe stellte. Diese Vorschrift lautete: 
1. Anlagen oder Beförderungsmittel beschädigt, zerstört oder beseitigt, Hindernisse bereitet oder einen ähnlichen Eingriff vornimmt,
2. ein Fahrzeug führt, obwohl er infolge des Genusses geistiger Getränke oder anderer berauschender Mittel nicht in der Lage ist, das Fahrzeug sicher zu führen,
3. ein Fahrzeug führt, obwohl er infolge geistiger oder körperlicher Mängel sich nicht sicher im Verkehr bewegen kann und keine Vorsorge getroffen ist, daß er andere nicht gefährdet, oder
4. in grob verkehrswidriger und rücksichtsloser Weise die Vorfahrt nicht beachtet, falsch überholt oder an unübersichtlichen Stellen, an Straßenkreuzungen oder -einmündungen zu schnell fährt
und dadurch eine Gemeingefahr (§ 315 Abs. 3) herbeiführt, wird mit Gefängnis bestraft.
(2) In den Fällen des Absatzes 1 Nummern 1 bis 3 ist der Versuch strafbar.
§ 315a StGB nannte in seinen Nummern 2–4 bereits zahlreiche Verkehrsverstöße von Fahrzeugführern, die sich heute in § 315c StGB wiederfinden. Nummer 1 regelte demgegenüber das Fehlverhalten von Verkehrsexternen, das heute von § 315b StGB erfasst wird. Zur Aufspaltung des § 315a StGB auf zwei separate Tatbestände kam es durch das Zweite Gesetz zur Sicherung des Straßenverkehrs vom 26. November 1964. Dieses Gesetz ging auf einen Reformvorschlag aus dem Schrifttum zurück, der sich für eine transparentere Trennung zwischen dem Fehlverhalten von Verkehrsteilnehmern und dem Fehlverhalten von Verkehrsexternen aussprach. Diese wurde durch die Aufspaltung hergestellt: der neu geschaffene § 315c StGB erfasste ausschließlich ersteres, § 315b StGB letzteres. Im Zuge der Reform erweiterte der Gesetzgeber beide Tatbestände um Strafandrohungen für fahrlässiges Verhalten. Zudem fügte er dem § 315c StGB, motiviert durch neue Erkenntnisse der Unfallursachenforschung, zusätzliche Tathandlungen hinzu. Den bisherigen § 315a StGB gestaltete der Gesetzgeber zum Verbot der Gefährdung des Bahn-, Schiffs- und Luftverkehrs um.
Seit seinem Inkrafttreten wurde § 315c StGB bislang kaum verändert. 1974 und 1986 nahm der Gesetzgeber geringfügige Ergänzungen beim Katalog der Tathandlungen vor. Die bislang letzte Änderung der Norm, die lediglich sprachlicher Art war, erfolgte durch das Sechste Strafrechtsreformgesetz von 1998.

## Tatbestand

### Tatsituation
§ 315c StGB erfasst Verhaltensweisen, die sich gegen die Sicherheit des Straßenverkehrs richten und den dortigen Verkehr gefährden. Es handelt sich im Grundsatz um ein eigenhändiges Delikt dar: Mit Ausnahme des § 315c Abs. 1 Nr. 2 lit. g StGB kann Täter einer Straßenverkehrsgefährdung nur sein, wer ein Fahrzeug im öffentlichen Straßenverkehr führt. Aus diesem Grund kann das Delikt weder in Mittäterschaft noch in mittelbarer Täterschaft begangen werden.
Zum öffentlichen Straßenverkehr zählt wie auch im übrigen Verkehrsrecht der gesamte öffentliche, also einer nach allgemeinen Merkmalen bestimmten größeren Personengruppe offenstehende Verkehrsraum. Dies schließt insbesondere Straßen, Fußgängerzonen und Gehwege ein. Privatgrundstücke zählen zum öffentlichen Straßenverkehr, wenn sie frei zugänglich sind. Dies trifft etwa auf Parkhäuser und Tankstellengelände während der Öffnungszeiten zu. Ob Parkplätze zum öffentlichen Verkehrsraum zählen, richtet sich nach ihrer Widmung. Nichtöffentlich sind etwa die Parkflächen eines Hotels, die ausschließlich zur Benutzung durch Gäste bestimmt sind.
Als Fahrzeuge kommen insbesondere Pkw in Frage, ferner andere motorisierte Fahrzeuge sowie Fahrräder. Das Führen setzt voraus, dass der Täter das Fahrzeug in Bewegung setzt oder während der Fortbewegung durch den Straßenverkehr lenkt. Es beginnt typischerweise mit dem Anrollen des Fahrzeugs und endet mit dem Abstellen des Motors. Gemäß § 1a Abs. 4 StVG entfällt die Fahrzeugführereigenschaft nicht dadurch, dass man das Fahrzeug durch ein autonomes System steuern lässt.

### Tathandlungen

#### Führen im Zustand der Fahrunsicherheit
§ 315c StGB nennt zahlreiche Regelverstöße, die die Sicherheit des Straßenverkehrs gefährden können. Er unterteilt sie in zwei Gruppen: das Führen eines Fahrzeugs im Zustand der Fahrunsicherheit und das Begehen grob verkehrswidriger Fahrmanöver.
Fahrunsicher ist, wer nicht in der Lage ist, sein Fahrzeug so sicher zu führen, wie es von einem Fahrzeugführer erwartet wird. Die Fahrunsicherheit kann zunächst durch den Konsum berauschender Mittel ausgelöst werden. Hierzu zählen insbesondere alkoholische Getränke, ferner Drogen und Betäubungsmittel, etwa Heroin oder Kokain. Ob auch eingenommene Arzneimittel berauschende Mittel im Sinne des § 315c StGB darstellen können, ist umstritten. Ob der Konsum des Rauschmittels die Fahrsicherheit im Einzelfall gefährdet hat, richtet sich bei Alkohol maßgeblich nach der Blutalkoholkonzentration (BAK) des Fahrers zum Tatzeitpunkt. Ab einer BAK von 1,1 ‰ vermutet die Rechtsprechung unwiderleglich, dass der Fahrzeugführer fahrunsicher ist. Dies wird in der Rechtswissenschaft als absolute Fahruntüchtigkeit bezeichnet. Für Fahrradfahrer liegt der entsprechende Grenzwert bei 1,6 ‰. Bei Werten zwischen 0,3 bis 1,09 ‰ gilt der Fahrzeugführer als fahruntüchtig, sofern er alkoholbedingte Ausfallerscheinungen zeigt, beispielsweise das Fahren in Schlangenlinien oder verminderte Reaktionsfähigkeit. Hier spricht man von einer relativen Fahruntüchtigkeit. Für die übrigen berauschenden Mittel hat die Rechtsprechung bislang keine vergleichbaren Grenzwerte entwickelt, da dies durch die große Vielfalt von Rauschmitteln erheblich erschwert wird.
Fahrunsicherheit kann ferner durch einen geistigen oder körperlichen Mangel ausgelöst werden. Diese Variante tritt im Vergleich zur rauschmittelbedingten Fahrunsicherheit selten auf. Sie erfasst sowohl vorübergehende Mängel, beispielsweise erhebliche Übermüdung oder epileptische Anfälle, als auch dauernde Mängel, etwa Augenleiden, Psychosen oder altersbedingte Ausfallerscheinungen. Der Täter kann den Zustand der Fahrunsicherheit allerdings abwenden, indem er seinen Mangel durch Hilfsmittel kompensiert; so etwa im Fall eines Augenleidens durch eine geeignete Sehhilfe.

#### Grob verkehrswidrige und rücksichtslose Fahrweisen

##### „Sieben Todsünden“
§ 315c Abs. 1 Nr. 2 StGB nennt abschließend sieben Fahrweisen, die eine Strafbarkeit wegen Gefährdung des Straßenverkehrs begründen können. Hierbei handelt es sich um besonders risikoreiche Verkehrsverstöße, die vielfach als die sieben Todsünden des Kraftfahrers bezeichnet werden.

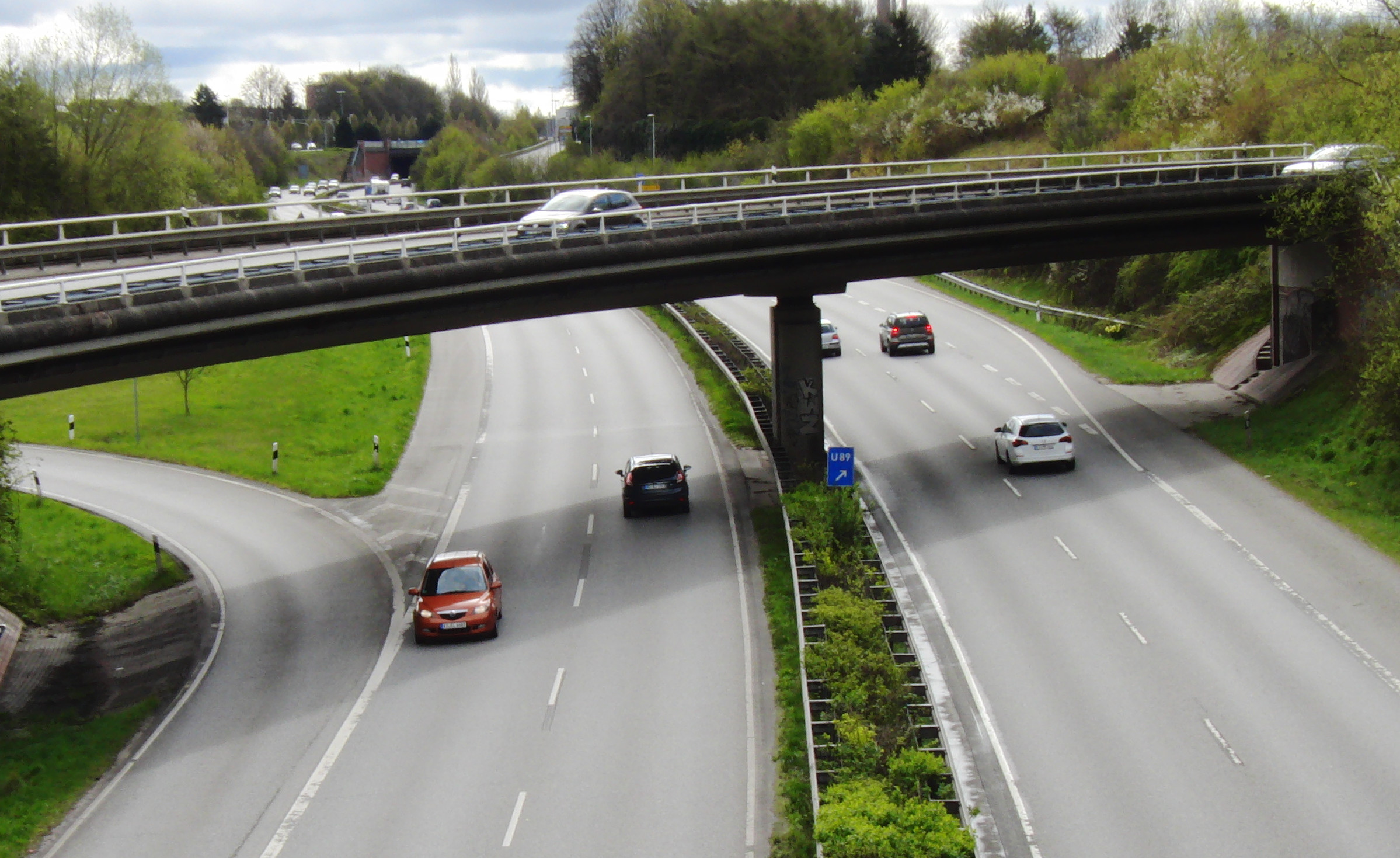
Falschfahrer

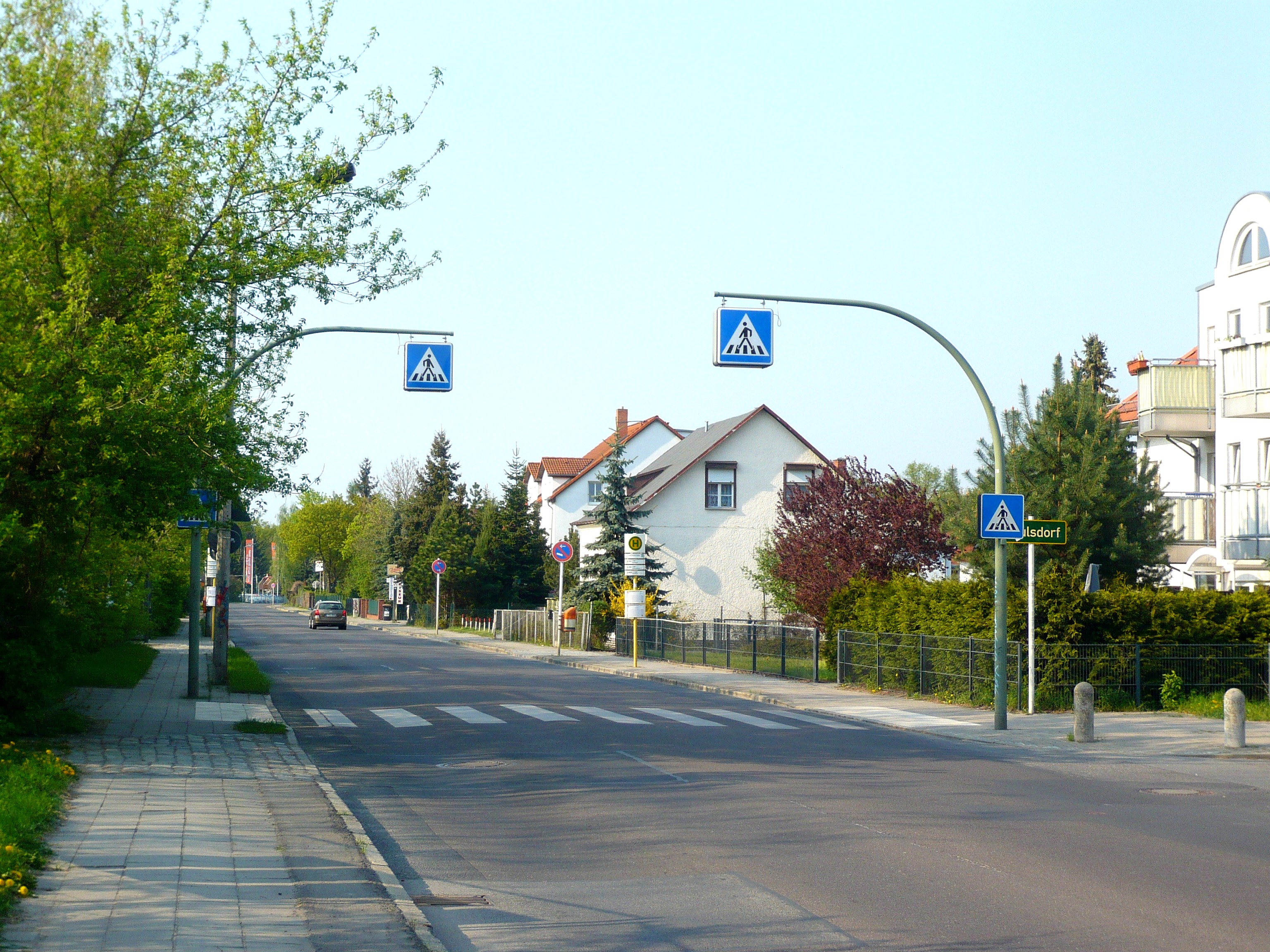
Fußgängerüberweg mit „Zebrastreifen“ und Verkehrszeichen 350-10

Hierzu zählt zunächst das Missachten der Vorfahrt. Dies bezieht sich insbesondere auf die allgemeinen Vorfahrtsregeln, die sich in § 8, § 18 Abs. 3 StVO finden. Allerdings liegt der Strafnorm ein erweiterter Vorfahrtsbegriff zugrunde, der über diese spezifischen Vorfahrtssituationen hinausgehend alle Verkehrsvorgänge erfasst, bei denen die Fahrlinien zweier Fahrzeuge zusammentreffen oder einander gefährlich nahe kommen würden. Tatbestandsmäßig ist es ferner, bei Überholvorgängen falsch zu fahren. Diese Begehungsvariante schließt insbesondere Verstöße gegen § 5 StVO ein, der sowohl dem Überholenden als auch dem Überholten spezifische Verhaltenspflichten für den Überholvorgang auferlegt. Ebenfalls tatbestandsmäßig verhält sich, wer an Fußgängerüberwegen falsch (vgl. § 26 StVO) oder an unübersichtlichen Stellen zu schnell fährt. Strafbar ist es weiterhin, auf Autobahnen oder Kraftfahrstraßen zu wenden, rückwärts oder entgegen der Fahrtrichtung zu fahren. Schließlich ist es tatbestandsmäßig, ein haltendes oder liegengebliebenes Fahrzeug nicht kenntlich zu machen, obwohl dies nach den jeweiligen Verkehrsumständen notwendig wäre. Diese letzte Begehungsvariante kann auch durch andere Personen als den Fahrzeugführer verwirklicht werden, weil sie als einzige nicht an das Verhalten beim Fahren anknüpft.
§ 315c Abs. 1 Nr. 2 StGB enthält keine Ziffer, die sich unmittelbar auf die Teilnahme an einem verbotenen Kraftfahrzeugrennen bezieht. Zwar werden während Kraftfahrzeugrennen häufig einige Varianten des § 315c StGB verwirklicht, dennoch wurde dieser Rechtszustand vielfach als lückenhaft kritisiert. Dies trug dazu bei, dass der Gesetzgeber kürzlich mit § 315d StGB eine eigenständige Regelung für verbotene Kraftfahrzeugrennen schuf.

#### Grob verkehrswidrig und rücksichtslos
Hat der Täter einen von § 315c Abs. 1 Nr. 2 StGB erfassten, bei abstrakt-genereller Betrachtung gefährlichen Verkehrsverstoß begangen, setzt die Strafbarkeit weiterhin voraus, dass der Verstoß grob verkehrswidrig ist. Dieses Merkmal dient dazu, Verkehrsverstöße auszunehmen, die aufgrund besonderer Einzelfallumstände unterhalb der Schwelle zur Strafwürdigkeit liegen. Dementsprechend beurteilt sich die grobe Verkehrswidrigkeit anhand der individuellen Gefährlichkeit der Tat. Als grob verkehrswidrig sah die Rechtsprechung etwa ein Überholmanöver an, das in einer uneinsehbaren Kurve ausgeführt wurde. Gleiches galt für das Überfahren einer roten Ampel trotz erkennbaren Querverkehrs.
Ferner setzt die Strafbarkeit nach § 315c Abs. 1 Nr. 2 StGB voraus, dass sich der Täter rücksichtslos verhält. Rücksichtslos handelt, wer sich aus eigensüchtigen Gründen über seine Pflichten gegenüber anderen Verkehrsteilnehmern hinwegsetzt oder aus Gleichgültigkeit von vornherein Bedenken gegen sein Verhalten nicht aufkommen lässt. Hierfür genügt es insbesondere nicht, dass sich der Täter lediglich unaufmerksam verhält, etwa indem er ein Verkehrsschild übersieht. Da es sich bei der Rücksichtslosigkeit um ein subjektives Merkmal handelt, erfolgt ihr Nachweis in der Praxis typischerweise mithilfe eines Rückschlusses von der objektiven Gefährlichkeit der Tat: je gefährlicher die Tat ist, desto wahrscheinlicher ist, dass sich der Täter rücksichtslos verhalten hat. Als rücksichtslos bewertete die Rechtsprechung etwa das Rechtsüberholen auf engem Raum und das Abdrängen eines anderen Fahrzeugs auf der Autobahn bei hoher Geschwindigkeit.

### Gefährdung
Eine Strafbarkeit nach § 315c StGB setzt weiterhin voraus, dass der Täter durch sein verkehrswidriges Verhalten eine unmittelbare konkrete Gefährdung für eines der in der Rechtsnorm genannten Gefährdungsobjekte verursacht. Eine konkrete Gefährdung liegt nach überwiegender Auffassung vor, wenn sich der Sachverhalt als ein Beinahe-Unfall darstellt. Dies trifft zu, wenn das Tatgeschehen aus Sicht eines Dritten den Eindruck erweckt, dass es lediglich vom Zufall abhängt, ob es zu einem Unfall kommt, der Täter also das Geschehen nicht beherrscht. Dies bejahte die Rechtsprechung beispielsweise in einem Fall, in dem der Täter mit seinem Fahrzeug vor der Polizei floh und hierbei nur knapp Kollisionen mit anderen Verkehrsteilnehmern entging. Von einer konkreten Gefahr ist insbesondere in Fällen auszugehen, in denen es zu einem Schadenseintritt kommt, da diesem eine Schadensgefahr vorausgeht.
Als Gefährdungsobjekte kommen zum einen Leib und Leben eines anderen Menschen in Frage. Umstritten ist hierbei, ob es sich auch bei Tatbeteiligten, etwa Anstifter und Gehilfen, um andere Menschen im Sinne der Norm handelt. Nach Auffassung der Rechtsprechung trifft dies nicht zu, da sie durch ihre Beteiligung an der Tat nicht durch den Tatbestand geschützt werden können. Zum anderen kommen Sachen von bedeutendem Wert als Gefährdungsobjekte in Frage. Kein Gefährdungsobjekt stellt das Fahrzeug des Täters dar, da das Objekt, mit dessen Hilfe der Tatbestand verwirklicht wird, nicht zugleich durch den Tatbestand geschützt werden kann. Ab wann von einem bedeutenden Wert ausgegangen werden kann, ist strittig. Nach Auffassung der Rechtsprechung betrug die Wertgrenze früher 1.500 Deutsche Mark, heute liegt sie bei 750 Euro. Abweichende Stimmen veranschlagen höhere Werte, etwa 1.000 Euro oder 1.300 Euro.
Die Gefährdung muss aufgrund des vom Gesetz verwendeten Begriffs dadurch im Tatbestand kausal auf dem Verhalten des Täters beruhen und ihm darüber hinaus objektiv zurechenbar sein.

### Vorsatz oder Fahrlässigkeit
Eine Strafbarkeit nach § 315c StGB setzt gemäß § 15 StGB grundsätzlich voraus, dass der Täter hinsichtlich des objektiven Tatbestands zumindest mit bedingtem Vorsatz handelt. Hierfür muss er die Tatumstände erkennen und die Verwirklichung des Tatbestands billigend in Kauf nehmen. Gemäß § 315c Abs. 3 StGB kommt eine Strafbarkeit wegen Gefährdung des Straßenverkehrs allerdings auch in Fällen in Frage, in denen der Täter den Verkehrsverstoß zwar vorsätzlich begeht, die Gefahr jedoch lediglich fahrlässig verursacht. Ebenfalls strafbar macht er sich, wenn er hinsichtlich beider Tatelemente fahrlässig handelt.

## Versuch, Vollendung und Beendigung
§ 315c StGB enthält eine differenzierte Versuchsregelung. Gemäß § 315c Abs. 2 StGB ist der Versuch des Fahrens im Zustand der Fahrunsicherheit strafbar. Das Versuchsstadium erreicht die Tat nach verbreiteter Auffassung, sobald der Täter den Motor anlässt. In einer älteren BGH-Entscheidung wurde es sogar als ausreichend angesehen, dass der Täter den Zündschlüssel eingesteckt hatte. Auf die grob verkehrswidrigen und rücksichtslosen Verhaltensweisen findet § 315c Abs. 2 StGB keine Anwendung, weshalb deren Versuch im Grundsatz straflos ist. Eine Ausnahme hiervon bildet § 315c Abs. 1 Nr. 2 lit. f StGB, der sich gegen das Wenden, Rückwärtsfahren oder das Fahren entgegen der Fahrtrichtung richtet. Diese Variante stellt ausdrücklich auch den Versuch unter Strafe.
Vollendet ist die Tat mit dem Eintritt der konkreten Gefahr. Die Gefährdung des Straßenverkehrs gilt als beendet, wenn der Gefährdungserfolg eingetreten ist. Ab diesem Zeitpunkt beginnt gemäß § 78a StGB die Verfolgungsverjährung. Die Frist beträgt aufgrund des Strafrahmens des § 315c StGB sowohl in der Vorsatz- als auch in der Fahrlässigkeitsvariante gemäß § 78 Abs. 3 Nr. 4 StGB fünf Jahre.

## Prozessuales und Strafzumessung
Als Offizialdelikt wird die Tat von Amts wegen verfolgt, sodass der Strafantrag eines Gefährdeten zur Strafverfolgung nicht erforderlich ist. Eine Strafmilderung durch tätige Reue sieht das Gesetz nicht vor, da der vor allem für Verkehrsdelikte einschlägige § 320 StGB nicht auf § 315c StGB verweist. Gleichwohl kann das Tatgericht reuiges Verhalten im Rahmen seiner Strafzumessung würdigen. Im Übrigen richtet sich die Strafhöhe maßgeblich nach der individuellen Gefährlichkeit des Täterverhaltens. Weiterhin von Bedeutung sind ein eventuelles Mitverschulden des Gefährdeten und das Vorhandensein erheblicher Verletzungsfolgen beim Täter.
Für die Gefährdung des Straßenverkehrs kann grundsätzlich eine Freiheitsstrafe bis zu fünf Jahren oder eine Geldstrafe verhängt werden. In den beiden Fahrlässigkeitsvarianten ist die Strafandrohung auf maximal zwei Jahre Freiheitsstrafe reduziert. Anders als die benachbarten § 315b und § 315d StGB enthält § 315c StGB keine strafschärfenden Qualifikationen. Gemäß § 69 Abs. 2 Nr. 1 StGB führt die Verurteilung nach § 315c StGB im Regelfall zur Entziehung der Fahrerlaubnis. Unterbleibt diese ausnahmsweise, wird regelmäßig zumindest ein Fahrverbot gemäß § 44 StGB ausgesprochen. Die Straßenverkehrsbehörde kann zudem eine Fahrtenbuchauflage anordnen. Hat der Täter die Tat begangen, ohne im Besitz einer Fahrerlaubnis zu sein, kann das Gericht gemäß § 69a StGB eine Sperre für deren Erteilung aussprechen.
Führt das Verhalten des Täters zu einem Unfall und flieht dieser vom Unfallort (§ 142 StGB), bilden die Gefährdung des Straßenverkehrs und die Unfallflucht eine einheitliche prozessuale Tat.
Wird die Tat durch eine Trunkenheitsfahrt begangen, ist es regelmäßig notwendig, zu untersuchen, ob der Täter im Zustand der Schuldunfähigkeit (§ 20 StGB) oder zumindest im Zustand der verminderten Schuldfähigkeit (§ 21 StGB) gehandelt hat. Die Schuldunfähigkeit ist regelmäßig ab zwei Promille vermindert.

## Gesetzeskonkurrenzen
Werden im Zusammenhang mit einer Tat nach § 315c StGB weitere Delikte verwirklicht, stehen diese zur Gefährdung des Straßenverkehrs in Gesetzeskonkurrenz. Bei Trunkenheitsfahrten konkurriert § 315c StGB mit § 316 StGB, der das Führen eines Fahrzeugs im Straßenverkehr im Zustand der rauschbedingten Fahruntüchtigkeit in einem eigenständigen Tatbestand unter Strafe stellt. Da diese Vorschrift auf den Eintritt einer konkreten Gefahr verzichtet, handelt es sich um ein abstraktes Gefährdungsdelikt. Dieses wird durch § 315c Abs. 1 Nr. 1 StGB als subsidiär verdrängt. Umgekehrt wird die Gefährdung des Straßenverkehrs in der Regel durch den Gefährlichen Eingriff in den Straßenverkehr (§ 315b StGB) verdrängt. Tateinheit (§ 52 StGB) besteht hingegen in der Regel zwischen § 315c und § 315d StGB. Gleiches gilt in Bezug auf Beschädigungs-, Körperverletzungs- und Tötungsdelikte. Trotz Vorliegens einer einheitlichen prozessualen Tat besteht demgegenüber Tatmehrheit (§ 53 StGB) zwischen § 315c und § 142 StGB, wenn der Täter einen Unfall verursacht und anschließend vom Tatort flieht.
Verwirklicht der Täter mehrere Begehungsformen des § 315c StGB, handelt es sich hierbei um eine einheitliche Tat, sofern es lediglich zu einer einzigen Gefährdung kommt.

## Kriminologie
Das Bundeskriminalamt gibt jährlich eine Statistik über alle in Deutschland gemeldeten Straftaten heraus, die Polizeiliche Kriminalstatistik. Diese erfasst jedoch nicht den Tatbestand des § 315c StGB, was es im Vergleich zu anderen Straftatbeständen erschwert, zuverlässige statistische Aussagen zu treffen. So ist insbesondere nicht bekannt, wie viele Fälle jährlich angezeigt werden. § 315c StGB findet allerdings – häufig vermengt mit anderen Verkehrsdelikten – in einigen spezielleren Statistiken Erwähnung. So lässt sich festhalten, dass 20 Prozent der rund fünf Millionen von der Staats- und Amtsanwaltschaft erledigten Ermittlungsverfahren Verkehrsstraftaten betreffen. Davon entfallen rund 40.000 pro Jahr auf Verkehrsstraftaten mit fahrlässiger Tötung sowie gemeingefährliche Straftaten nach den § 315 bis § 315d StGB, ausgenommen Straßenverkehrsgefährdungen durch Trunkenheitsfahrten, sowie 900.000 auf die übrigen Verkehrsstraftaten. Ebenso ist bekannt, dass etwa 6.000 der 640.000 pro Jahr von den vor dem Amtsgericht erledigten Strafverfahren Verkehrsstraftaten mit fahrlässiger Tötung sowie gemeingefährliche Straftaten nach den § 315 bis § 315d StGB, ausgenommen Straßenverkehrsgefährdungen durch Trunkenheitsfahrten, zum Gegenstand habe.
2019 wurden wegen § 315c StGB 14.867 Personen abgeurteilt, davon 12.094 nach Abs. 1 Nr. 1 lit. a (Alkohol/Drogen) und 1.145 nach lit. b (andere Mängel). Nach Nr. 2 waren es 1.628 Personen. 2019 wurden bei 431 Verurteilungen nach § 315c StGB Freiheitsstrafen ausgesprochen, von denen 70 nicht zur Bewährung ausgesetzt wurden. In den übrigen Taten wurden Geldstrafen verhängt, die in 413 von 12.250 Fällen mehr als 90 Tagessätze betrugen.
Aufgrund einer Straftat im Straßenverkehr wurde in den Jahren 1995 bis 2019 in jedem Jahr 88.000 bis 176.000 Mal ein Führerscheinentzug angeordnet und 25.000 bis 33.000 Mal ein Fahrverbot für ein bis drei Monate verhängt.
Die Versuchsstrafbarkeit weist in der Praxis eine geringe Relevanz auf, weil es in Fällen, die nicht über das Versuchsstadium hinausgehen, häufig schwerfällt, den erforderlichen Gefährdungsvorsatz nachzuweisen.

## Verwandter Tatbestand: Gefährdung des Bahn-, Schiffs- und Luftverkehrs, § 315a StGB
Dem § 315c StGB ähnlich ist der Tatbestand der Gefährdung des Bahn-, Schiffs- und Luftverkehrs nach § 315a StGB. Hiernach macht sich strafbar, wer ein Bahnfahrzeug, ein Schiff oder ein Luftfahrzeug in unsicherer Weise führt und dadurch eine konkrete Gefahr für Leib, Leben oder eine fremde Sache von bedeutendem Wert verursacht. Die Unsicherheit kann sich zunächst daraus ergeben, dass der Täter infolge des Genusses alkoholischer Getränke oder anderer berauschender Mittel oder infolge geistiger oder körperlicher Mängel nicht in der Lage ist, das Fahrzeug sicher zu führen. Sie kan aber auch daraus folgen, dass der Täter grob pflichtwidrig gegen Rechtsvorschriften zur Sicherung des Schienenbahn-, Schwebebahn-, Schiffs- oder Luftverkehrs verstößt.